# Куртівка
Ку́ртівка — село Дружківської міської громади Краматорського району Донецької області, України.

## Загальні відомості
Відстань до райцентру становить близько 25 км і проходить автошляхом місцевого значення. Землі села межують із Дружківкою та смт Олексієво-Дружківка Дружківської міської ради Донецької області.

## Населення
За даними перепису 2001 року населення села становило 352 особи, з них 59,94 % зазначили рідною мову українську, 39,77 % — російську та 0,28 % — молдовську.